# Xian de Renshou
Le xian de Renshou (仁寿县 ; pinyin : Rénshòu Xiàn) est un district administratif de la province du Sichuan en Chine. Il est placé sous la juridiction de la ville-préfecture de Meishan, situant au sud de la capitale Chengdu.

## Démographie
La population du district était de 1 554 249 habitants en 1999.

## Mouvement social
De la mi-mai à juin 1993, le district a été le site d'émeutes anti-fiscales de masse, où jusqu'à 10 000 paysans ont protesté contre les mesures fiscales du gouvernement local. Les causes invoquées pour les émeutes comprennent une augmentation des taxes et redevances, l'échec des responsables locaux à payer pour la collecte des grains, et le revenu généralement faible des populations rurales dans la région.

## Personnalités
- Huang Jiqing, géologue né à Renshou en 1904